# Battaglia Terme
Battaglia Terme (Batàja in veneto) è un comune italiano di 3 878 abitanti della provincia di Padova in Veneto, situato a sud del capoluogo di provincia.

## Geografia fisica
Battaglia Terme per estensione è il più piccolo tra i comuni della provincia. È situato a sud di Padova, tra l'estremità orientale dei Colli Euganei e la pianura veneta. Sul suo territorio si ergono alcune sommità collinari, tra le quali la più alta è il monte Ceva (256 m s.l.m.), che si uniscono a formare un arco denominato "ferro di cavallo" a motivo della forma caratteristica.
Alle pendici del monte Croce sono tuttora visibili le cave di trachite euganea, che ora, cessata l'attività estrattiva, costituiscono un habitat florofaunistico sui generis.
Altra sommità degna di nota è il colle di Sant'Elena nelle cui viscere sono scavate grotte naturali dalle quali sgorga acqua termale, e alle cui pendici sono presenti numerosi laghetti anch'essi termali che costituiscono le cosiddette Valli Selvatiche, oltre che numerose sorgive di acqua termale.
Battaglia è un paese ricco d'acqua anche per i canali che l'attraversano. Il principale è il canale di Battaglia che, da nord, proveniente da Padova porta le acque del Bacchiglione a ricongiungersi attraversando il centro abitato con quelle portate dal canale Bisato che più a sud giunge fino a Monselice. In centro all'abitato, per mezzo di una triplice chiusa detta "Arco di Mezzo" nasce il canale Vigenzone che da Battaglia scorre in direzione est fino a ricongiungersi con il Bacchiglione in località Bovolenta. Minore per portata d'acqua, ma fondamentale per lo scarico delle piene, è il canale Rialto che, proveniente da nord ovest, sottopassa il Canale di Battaglia attraverso la botte del Pigozzo per confluire nell'alveo del Vigenzone.

## Origini del nome
Il toponimo è di difficile interpretazione: potrebbe derivare da un evento bellico (qualcuno ha citato uno scontro tra Veneziani e Carraresi), dal nome di una famiglia di possidenti o, ancora, da batailliae, termine medievale che indica delle fortificazioni. Meno credibile un riferimento al fiume Frassine e al canale Battaglia che qui confluiscono in modo vorticoso.
Il suffisso "Terme", legato alla presenza di fonti termali, è stato aggiunto con R.D. 8 marzo 1925 n. 379.

## Storia
Il primo nucleo del paese sorse intorno all'anno 1000 attorno al colle di Sant'Elena, dove era in funzione un ospizio per pellegrini con annesse le grotte termali (un lascito di Speronella Delesmanini, risalente al 1199 contiene il più antico riferimento al paese, e riguarda un terreno sulla sommità del Colle di Sant'Elena, dove oggi sorge Villa Selvatico: il lascito richiede per l'acquisizione della proprietà del terreno di edificare in parte di esso un alloggio per pellegrini).
Successivamente con la costruzione del canale di Battaglia, attorno al 1200 l'abitato si sviluppò lungo le sponde del canale navigabile. Oltre alla sempre presente attività termale si sviluppò un'intensa attività commerciale legata al trasporto delle merci.
Pur rimanendo sempre un contesto urbano prevalentemente agricolo esso vide lo sviluppo di importanti realtà industriali come le Officine Elettromeccaniche Galileo di Battaglia Terme (poi Magrini-Galileo) che contavano oltre un migliaio di operai. Inoltre Battaglia ospitava un importante complesso termale che, fino alla prima guerra mondiale, era considerato il più lussuoso delle terme euganee. Trasformato durante la prima guerra mondiale in ospedale militare, successivamente venne abbandonato per essere di nuovo restaurato e riaperto nel 1936 con il nome di "Stabilimento I.N.P.S. Pietro D'Abano". Durante la seconda guerra mondiale il complesso venne utilizzato come centro di riabilitazione per i feriti di guerra e per i malati di tbc.
Durante la prima guerra mondiale, il re Vittorio Emanuele III si stabilì a Battaglia Terme nel castello (villa) del Catajo da dove ogni mattina raggiungeva, nella vicina località Rivella, Villa Italia, sede dello Stato maggiore dell'esercito, dove risiedeva il comandante Luigi Cadorna. Nella stessa villa del Catajo, chiamata castello perché costruita in cima a un colle, negli anni Trenta venne celebrato il fidanzamento ufficiale del principe di Napoli Umberto, destinato a diventare re Umberto II nel maggio del 1946, con la principessa Maria Josè.
Nel 1919 la frazione di San Pietro Montagnon fu distaccata e costituita in comune autonomo (dal 1934 denominato Montegrotto Terme).
Nel 1925 il comune cambia denominazione da Battaglia a Battaglia Terme.

### Simboli
Lo stemma storicamente utilizzato dal comune si presenta:
Il gonfalone è un drappo di azzurro.

## Monumenti e luoghi d'interesse
- Chiesa di S. Giacomo (detta "Chiesa vecchia")[7]
- Oratorio del Pigozzo si trova a sinistra provenendo da Padova prima di entrare nel comune di Battaglia Terme. È dedicato alla Vergine Maria e all'arcangelo Gabriele.
- Castello del Catajo. Conserva al suo interno un ciclo di pitture di Giovanni Battista Zelotti, allievo di Paolo Caliari detto il Veronese[8].
- Villa Selvatico-Emo, posta sulla sommità del colle S. Elena e in prossimità delle terme[9][10].
- Museo della navigazione fluviale[11].
- Conca di navigazione.

## Società

### Evoluzione demografica
Abitanti censiti

## Infrastrutture e trasporti
Si può raggiungere la città a sud da Monselice seguendo la SS16, oppure dall'autostrada A13 Bologna-Padova tramite l'uscita "Terme Euganee".
È inoltre presente una stazione ferroviaria, servita però principalmente da treni locali.
Il paese è servito da corriere della Busitalia-Sita Nord.

## Cultura
A Battaglia Terme è ambientato il romanzo Se l'acqua ride di Paolo Malaguti (Einaudi, 2020), finalista al Premio Campiello 2021

## Amministrazione

### Sindaci dal 1946
| Nominativo                                           | Nominativo                                        | Partito / Coalizione                              | Periodo                                           | Elezione                                          |
| Sindaci eletti dal Consiglio comunale (1946-1995)    | Sindaci eletti dal Consiglio comunale (1946-1995) | Sindaci eletti dal Consiglio comunale (1946-1995) | Sindaci eletti dal Consiglio comunale (1946-1995) | Sindaci eletti dal Consiglio comunale (1946-1995) |
| ---------------------------------------------------- | ------------------------------------------------- | ------------------------------------------------- | ------------------------------------------------- | ------------------------------------------------- |
|                                                      | Riccardo Pistore                                  | Partito Comunista Italiano                        | 1946-1956                                         | 1946                                              |
| 1951                                                 | Riccardo Pistore                                  | Partito Comunista Italiano                        | 1946-1956                                         |                                                   |
|                                                      | Urbano Salvan                                     | Democrazia Cristiana                              | 1956-1960                                         | 1956                                              |
|                                                      | Antonio Crestani                                  | Indipendente                                      | 1960-1962                                         | 1960                                              |
|                                                      | Vittorio Vendramin                                | Partito Comunista Italiano                        | 1962-1965                                         | (1960)                                            |
|                                                      | Urbano Salvan                                     | Democrazia Cristiana                              | 1965-1967                                         | 1964                                              |
|                                                      | Ernesto Scarparo                                  | Democrazia Cristiana                              | 1967-1970                                         | (1964)                                            |
|                                                      | Antonio Romano                                    | Democrazia Cristiana                              | 1970-1975                                         | 1970                                              |
|                                                      | Bruno Bertin                                      | Partito Comunista Italiano                        | 1975-1975                                         | 1975                                              |
| 1980                                                 | Bruno Bertin                                      | Partito Comunista Italiano                        | 1975-1975                                         |                                                   |
|                                                      | Bruno Savin                                       | Democrazia Cristiana                              | 1985-1995                                         | 1985                                              |
| 1990                                                 | Bruno Savin                                       | Democrazia Cristiana                              | 1985-1995                                         |                                                   |
| Sindaci eletti direttamente dai cittadini (dal 1995) |                                                   |                                                   |                                                   |                                                   |
|                                                      | Sergio Grava                                      | Centro-sinistra                                   | 1995-1999                                         | 1995                                              |
|                                                      | Velia Bevilacqua                                  | Grande coalizione                                 | 1999-2009                                         | 1999                                              |
| Grande coalizione                                    | Velia Bevilacqua                                  | 2004                                              | 1999-2009                                         |                                                   |
|                                                      | Daniele Donà                                      | Centro-destra                                     | 2009-2014                                         | 2009                                              |
|                                                      | Massimo Momolo                                    | Centro-sinistra                                   | 2014-2024                                         | 2014                                              |
| 2019                                                 | Massimo Momolo                                    | Centro-sinistra                                   | 2014-2024                                         |                                                   |
|                                                      | Stefania Malparte                                 | Centro-destra                                     | 2024-in carica                                    | 2024                                              |

### Gemellaggi
- Moehringen, dal 1953
- Bischofszell